# Fidelis Bentele (Maler)

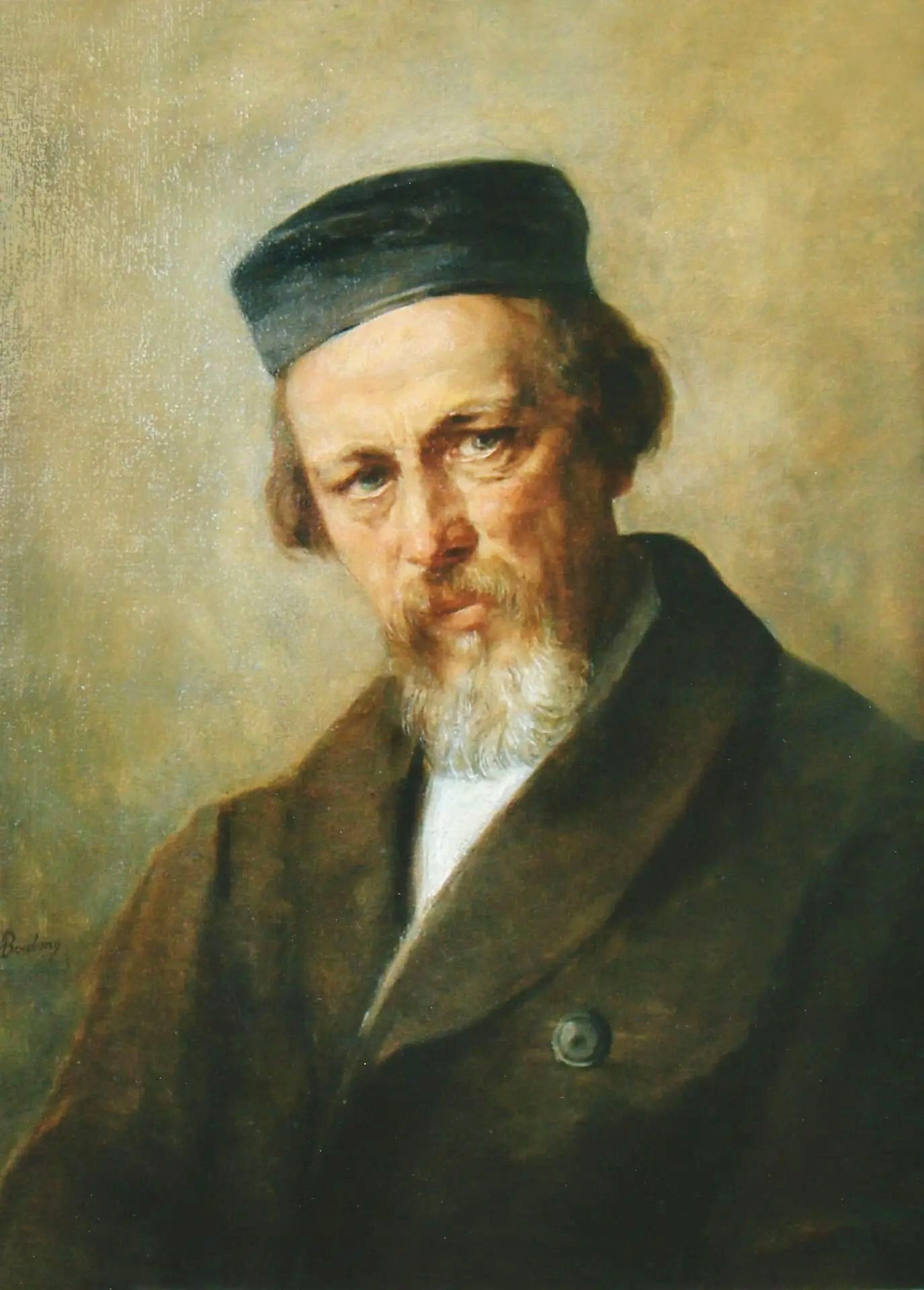
Porträt Fidelis Bentele, Ölgemälde von Antonie Boubong

Fidelis Bentele (* 5. April 1830 in Tettnang; † 27. März 1901 in Stuttgart) war ein deutscher Historien- und Kirchenmaler.

## Leben und Wirken
Nach dem Besuch von Volks- und Lateinschule begann er 1845 seine künstlerische Ausbildung an der Zeichenschule des Polytechnikums in München. Im April 1847 wurde er an der Münchner Akademie der Bildenden Künste aufgenommen. 1850 konnte  er mittels staatlicher Unterstützung an die Stuttgarter Kunstschule wechseln, wo er bei Bernhard von Neher malerisch ausgebildet wurde. 1856 bekam er ein Staatsstipendium und lebte von 1856 bis 1859 in Rom mit Kontakten zu zahlreichen jungen deutschen Malern. 1859 wurde er zum Professor für Ornament- und Landschaftszeichnen an der Baugewerkschule in Stuttgart ernannt, ein Amt, dass er bis kurz vor seinem Tod ausgeübt hat. In den 1870er Jahren hielt er sich mehrfach in Oberbayern und Tirol auf, hatte dort Kontakt zur sogenannten „Aresinger Künstlerkolonie“ und war befreundet mit dem Münchner Maler Anton Braith.
Fidelis Bentele schuf etwa 100 Tafelbilder, Fresken und Porträts für Gotteshäuser mit Schwerpunkt Oberschwaben aber auch in Stuttgart, Aalen, Ellwangen und Offenburg, außerdem eine ähnlich große Zahl von profanen Werken, die sich heute weitgehend im Besitz seiner zahlreichen Nachfahren befinden. Für die Stadtpfarrkirche St. Gallus in seiner Geburtsstadt Tettnang vollendete er zwischen 1861 und 1896 zahlreiche Werke: die Seitenaltarblätter Maria Immaculata und Hl. Sebastian (1861), die Kreuzwegstationen (1868), die vier großen Kirchenlehrer für die Kanzelbrüstung (1869), die Tafelbilder Herz Jesu und Herz Maria (1874), die Fresken an der Chorwand (1887), die Wandgemälde im Chor Christi Geburt (1894) und Abendmahl (1896). Altarblätter malte er unter anderem für die Kirchen in den Friedrichshafener Ortsteilen Ailingen, Fischbach und Jettenhausen, in Kressbronn-Gattnau, Ravensburg, Leutkirch-Wuchzenhofen, Bad Buchau-Kappel, Aalen, Stuttgart (St. Eberhard) und Bad Cannstatt. Für das Kloster Unserer Lieben Frau in Offenburg schuf er das Gemälde „Das letzte Abendmahl“ nach Leonardo da Vinci, für die dortige Kreuzgangkapelle acht Ölgemälde mit Szenen aus dem Marienleben sowie ein Porträt der Mutter Alix Le Clerc. Zu seinen letzten Werken zählen vier Tafelbilder für die Pfarrkirche in Wilhelmskirch bei Ravensburg (1893 bis 1897). Das einzige bekannte Foto von ihm zeigt den Künstler malend vor dem „Rosenkranzbild“ für diese Kirche. Wichtige Gemälde sind „Christus am Kreuz“ in der Pfarrkirche St. Jodok in Ravensburg, der „Barmherzige Samariter“ (1944 in Stuttgart infolge eines Bombenangriffs verbrannt), „Poesie und Musik“ in der Staatsgalerie Stuttgart, „Amor und Psyche“ im Stadtarchiv Tettnang, „Pietà“ für die Pfarrkirche in Meckenbeuren-Brochenzell (heute im Pfarrhaus-Depot), „Kirchenlehrer“ für St. Gallus in Tettnang (heute im Pfarrarchiv).
Ein Großteil seiner sakralen Werke hat Fidelis Bentele im Stil der Nazarener gemalt. Damit traf er den Zeitgeschmack in der religiösen Kunst und entsprach dem Bedürfnis seiner Auftraggeber. Seine profanen Werke sind vom Naturalismus geprägt und zeigen Ansätze des Impressionismus.

## Familie
Er war Sohn des Tierarztes Josef Bentele in Tettnang und der Franziska Günther. In Stuttgart heiratete er 1863 Ulrike Mathilde Mährle (* 6. August 1827 Lustnau; † 13. Februar 1912 in Rottweil) die Tochter des Staats-Finanzbeamten Mathäus Mährle und dessen Frau Barbara, geb. Scholl. Aus der Ehe gingen die Söhne Gustav Georg (* 15. Februar 1864 in Stuttgart; † 2. August 1936 in Schwäbisch Gmünd) und Fidelis Ottmar (* 10. Juni 1865 in Stuttgart; † 19. April 1866 ebd.) hervor. Gustav, zuletzt Landgerichtsdirektor, heiratete am 20. Oktober 1890 Anna Raidt. Das Paar hatte acht Kinder. Die große Nachkommenschaft ist heute in ganz Deutschland verteilt.
Fidelis Bentele war katholisch und wurde in Stuttgart auf dem Fangelsbachfriedhof beerdigt.

## Bekannte Schüler
- Antonie Boubong (1842–1908), Porträt-, Genre- und Landschaftsmalerin.

## Sonstiges
Seit 1884 war er Ehrenmitglied der katholischen Studentenverbindung AV Guestfalia Tübingen.